# Überhamm
Überhamm est un quartier de la commune allemande de Worpswede, dans l'arrondissement d'Osterholz, Land de Basse-Saxe.

## Géographie
Überhamm se situe au nord de la ville centrale de Worpswede et à l'ouest de la route L 165.
La Hamme, affluent de la Lesum, coule à l'ouest du village.
Il y a cinq réserves naturelles à l'ouest du village et à l'ouest de la Hamme :
- Torfkanal und Randmoore (196,6 ha)
- Moor bei Niedersandhausen (254 ha)
- Wiesen und Weiden nordöstlich des Breiten Wassers (153 ha)
- Tourbière de Pennigbüttel (185 ha)
- Breites Wasser (203 ha)

## Histoire
Les premiers habitants, des bergers, s'installent en 1720. Puis viennent des exploitants de la tourbière.
Überhamm fait partie de la commune de Worpswede depuis le 1er mars 1974.

## Source, notes et références
- (de) Cet article est partiellement ou en totalité issu de l’article de Wikipédia en allemand intitulé « Überhamm » (voir la liste des auteurs).

1. ↑  (de) Statistisches Bundesamt, Historisches Gemeindeverzeichnis für die Bundesrepublik Deutschland. Namens-, Grenz- und Schlüsselnummernänderungen bei Gemeinden, Kreisen und Regierungsbezirken vom 27.5.1970 bis 31.12.1982, 1983 (ISBN 3-17-003263-1)